# 川島真理子
川島 真理子（かわしま まりこ、1949年3月25日 - ）は、元テレビ東京アナウンサー。

## 経歴・人物
東京都杉並区出身、上智大学仏文科を卒業後、1971年に東京12チャンネルへ入社。
趣味は料理、ゴルフなど。1999年編成局へ異動、2009年に定年退職。

## 同期入社
いずれも現在はフリーアナ
- 小倉智昭
- 藤吉次郎

## 担当した番組
報道番組
| 期間         | 期間         | 番組名                   | 役職                                                   |
| ------------ | ------------ | ------------------------ | ------------------------------------------------------ |
| 同局入社直後 | 同局入社直後 | 東京12チャンネルニュース | シフト勤務キャスター                                   |
| 1983年3月    | 1985年9月    | メガTONニュースTODAY     | 火・木曜日メインキャスター                             |
| 担当期間不明 | 担当期間不明 | ニュース日経夕刊         | キャスター                                             |
| 1989年4月    | 降板時期不明 | TXNニュース              | シフト勤務キャスター                                   |
| 1989年4月    | 降板時期不明 | TXNニュース THIS EVENING | 月～金曜日ワンコーナー『ぐるっとアジア』担当キャスター |

その他
- 生活経済ニュース
- 各種番組提供読み（1970年代から1996年頃まで）